# Arcidiocesi di Smirne

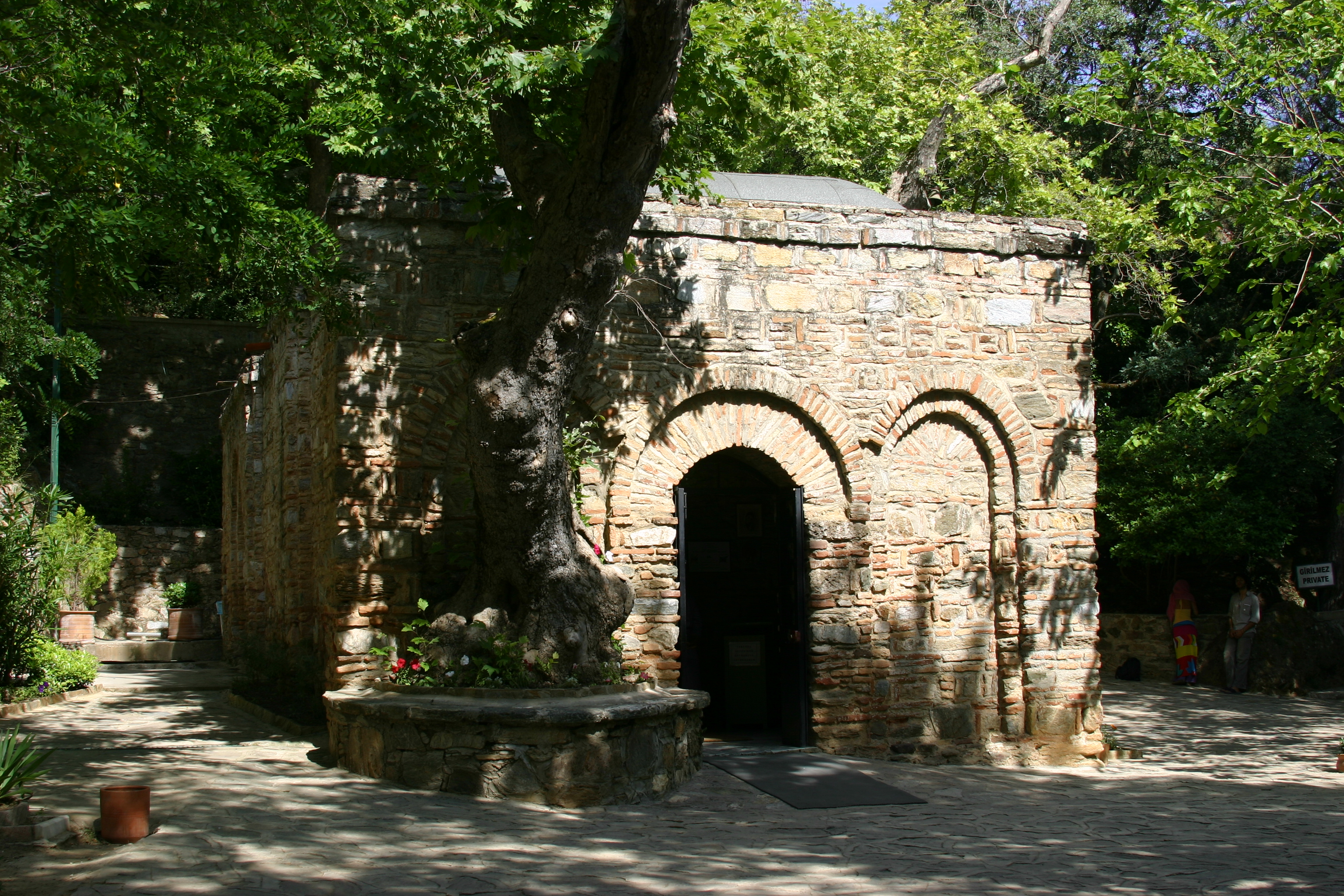
Casa della Vergine Maria ad Efeso.

L'arcidiocesi di Smirne (in latino Archidioecesis Smyrnensis) è una sede metropolitana senza suffraganee della Chiesa cattolica in Turchia. Nel 2023 contava 6 000 battezzati. È retta dall'arcivescovo Martin Kmetec, O.F.M.Conv.

## Territorio
L'arcidiocesi estende la sua giurisdizione sui fedeli cattolici di rito latino residenti nelle seguenti province dell'Anatolia sud-occidentale: Smirne, Manisa, Kütahya, Uşak, Aydın, Denizli, Muğla, Afyonkarahisar, Isparta, Burdur, Adalia e Konya.
Sede arcivescovile è la città di Smirne, dove si trova la cattedrale di San Giovanni. Nel territorio dell'arcidiocesi è situata anche l'antica città di Efeso, che ospita la Casa della Vergine Maria, a pochi chilometri dalla città di Selçuk. Altre mete di pellegrinaggio sono il boschetto di san Giovanni, una chiesa che porta il suo nome e la prigione dove fu confinato san Paolo.
Il territorio è suddiviso in 8 parrocchie.

## Storia
Il cristianesimo fu predicato agli abitanti di Smirne molto presto: la comunità è infatti menzionata tra le Sette Chiese dell'Asia cui è indirizzato il libro dell'Apocalisse (2,8-11). Rimangono anche due lettere scritte attorno al 107 da sant'Ignazio di Antiochia rispettivamente ai cristiani di Smirne e al loro vescovo Policarpo.
L'antica sede, inizialmente suffraganea dell'arcidiocesi di Efeso, nel IX secolo circa fu elevata al rango di sede metropolitana, con cinque diocesi suffraganee: Focea, Magnesia al Sipilo, Clazomene, Arcangelo e Petra.
In epoca crociata, nel 1318 fu eletto arcivescovo di Smirne Guillaume Adam, domenicano francese di ritorno da una missione in Persia.
La sede latina di Smirne fu eretta canonicamente da papa Clemente VI nel 1346 ed ebbe una serie ininterrotta di titolari fino al XVII secolo. Questo fu il principio del vicariato apostolico dell'Asia Minore o di Smirne, che ebbe vasta estensione.
Nel 1625 i cattolici di Smirne non superavano le 65 anime e l'antica cattedrale, dedicata a San Policarpo, era stata ridotta a moschea dai Turchi. Una nuova cattedrale, dedicata alla Madonna, era stata costruita dai Veneziani.
L'arcidiocesi, dal 1659 declassata a semplice vicariato apostolico, fu ripristinata da papa Pio VII il 18 marzo 1818 con la bolla Apostolatus officium. Dal 1874 al 1974 la provincia ecclesiastica comprendeva la diocesi di Creta come suffraganea; da allora, la sede è metropolitana senza suffraganee.
Il 20 agosto 1931 in forza del breve Quae catholico di papa Pio XI cedette l'isola di Lesbo alla diocesi di Chio.

## Cronotassi dei vescovi
Si omettono i periodi di sede vacante non superiori ai 2 anni o non storicamente accertati.

### Arcivescovi latini
- Guillaume Adam, O.P. † (1318 - 6 ottobre 1322 nominato arcivescovo di Soltania)
- Benedetto † (1343 - ? deceduto)
- Paolo † (10 luglio 1345 - 15 maggio 1357 nominato arcivescovo di Tebe)
- Pietro da Piacenza, O.F.M. † (31 gennaio 1358 - 4 marzo 1362 nominato vescovo di Oleno)
- Tommaso di Savignon, O.F.M. † (10 giugno 1362 - ? deceduto)
- Raimondo di San Michele, O.Carm. † (14 febbraio 1373 - ? deceduto)
- Giorgio Dalmato, O.Carm. † (6 settembre 1379 - ? deceduto)
- Giovanni di Berriaco, O.E.S.A. † (10 ottobre 1386 - ?)
- Giovanni di Leicester, O.Carm. † (1398 - ? dimesso)
- Paolo † (1410 - ? deceduto)
- Francesco di Monte Granelli, O.F.M. † (4 giugno 1412 - ?)
  - Sede vacante (fino al 1575)

### Arcivescovi titolari
- Eugenio di Pesaro, O.E.S.A. † (16 novembre 1575 - ?)
- Agostino Buzio di Varese, O.F.M. † (4 luglio 1580 - ?)[2]
- Carlo Gaudenzio Madruzzo † (23 ottobre 1595 - 2 aprile 1600 succeduto vescovo di Trento)
  - Sede vacante (1600-1625)

### Vicari apostolici
- Pietro de Marchi, O.P. † (19 febbraio 1625 - 13 luglio 1648 deceduto)
- Giacinto Subiani, O.P. † (13 luglio 1648 succeduto - 5 marzo 1652 nominato vicario apostolico di Costantinopoli)
  - Sede vacante (1653-1659)
- Leone Macripodari † (5 aprile 1659 - 1689 dimesso)
- Antonio Giustiniani † (13 gennaio 1690 - 8 febbraio 1694 nominato vescovo di Sira)
  - Sede vacante (1694-1696)
  - Daniele Duranti, O.F.M. † (7 giugno 1696 - prima del 12 aprile 1706 dimesso) (amministratore apostolico)
- Nicola de Camillis † (12 maggio 1706 - 7 maggio 1710 nominato vescovo di Sira)
  - Daniele Duranti, O.F.M. † (23 giugno 1708 - 17 agosto 1713 deceduto) (amministratore apostolico, per la seconda volta)
- Davide di San Carlo, O.C.D. † (23 novembre 1713 - 18 aprile 1715 deceduto)
- Filippo Bavestrelli † (9 agosto 1715 - 30 settembre 1720 nominato vescovo di Chio)
- Pietro Battista di Garbagnate, O.F.M.Ref. † (9 aprile 1718 - 15 giugno 1720 nominato arcivescovo titolare di Cartagine)
- Pietro Francesco Lombardi, O.F.M.Ref. † (30 agosto 1720 - 5 luglio 1721 nominato vescovo titolare di Talia o Tabala)
- Antonio Maturi, O.F.M.Ref. † (15 aprile 1722 - 21 maggio 1731 nominato vescovo di Sira)
- Dario de Longhis, O.F.M. † (2 settembre 1730 - 25 maggio 1735 nominato vescovo di Sira)
- Gerolamo di Peraino, O.F.M.Ref. † (5 febbraio 1735 - 1747 dimesso)
- Giovanni Battista Bavestrelli, O.F.M. † (12 maggio 1747 - 16 settembre 1754 nominato vescovo di Chio)
- Eusebio Franzosini, O.P. † (20 dicembre 1754 - 1763 dimesso)
- Domenico di Valdagno, O.F.M.Ref. † (26 agosto 1763 - 1779 dimesso)
- Pietro Graveri di Moretta, O.F.M.Obs. † (23 dicembre 1779 - 17 agosto 1781 dimesso)
- Giulio Maria Pecori d'Ameno, O.F.M.Ref. † (18 agosto 1781 - 23 settembre 1788 nominato vescovo titolare di Arado)
  - Giuseppe Icard † (4 settembre 1789 - 1790 deceduto) (vescovo eletto)
- Pasquale Orlandini da Bergamo, O.F.M.Ref. † (16 aprile 1790 - 26 giugno 1817 deceduto)
- Luigi Maria Cardelli, O.F.M.Ref. † (26 giugno 1817 succeduto - 18 marzo 1818 nominato arcivescovo di Smirne)

### Arcivescovi latini (sede restaurata)
- Luigi Maria Cardelli, O.F.M.Ref. † (18 marzo 1818 - 29 agosto 1832 dimesso)
  - Sede vacante (1832-1835)
- Pierre-Dominique-Marcellin Bonamie, SS.CC. † (13 febbraio 1835 - prima del 24 novembre 1837 dimesso[3])
- Antonio Mussabini † (6 marzo 1838 - 4 maggio 1861 deceduto)
  - Giuseppe Maria Alberti † (7 gennaio 1862 - 23 marzo 1862 dimesso) (arcivescovo eletto)
- Vincenzo Spaccapietra, C.M. † (8 aprile 1862 - 25 novembre 1878 deceduto)
- Andrea Policarpo Timoni † (13 maggio 1879 - 25 luglio 1904 deceduto)
- Domenico Raffaele Francesco Marengo, O.P. † (1º agosto 1904 succeduto - 12 giugno 1909 deceduto)
- Giuseppe Antonio Zucchetti, O.F.M.Cap. † (22 dicembre 1909 - 8 marzo 1920 dimesso[4])
- Giovanni Battista Federico Vallega † (24 gennaio 1921 - 1º marzo 1929 dimesso[5])
- Eduardo Tonna † (26 novembre 1929 - 2 dicembre 1937 dimesso[6])
- Joseph Descuffi, C.M. † (3 dicembre 1937 - 4 novembre 1965 dimesso[7])
- Alfred Cuthbert Gumbinger, O.F.M.Cap. † (4 novembre 1965 - 31 agosto 1966 deceduto)
- Giovanni Enrico Boccella, T.O.R. † (9 settembre 1967 - 7 dicembre 1978 dimesso[8])
- Domenico Caloyera, O.P. † (7 dicembre 1978 - 22 gennaio 1983 dimesso)
- Giuseppe Germano Bernardini, O.F.M.Cap. † (22 gennaio 1983 - 11 ottobre 2004 ritirato)
- Ruggero Franceschini, O.F.M.Cap. † (11 ottobre 2004 - 7 novembre 2015 ritirato)
- Lorenzo Piretto, O.P. (7 novembre 2015 - 8 dicembre 2020 ritirato)
- Martin Kmetec, O.F.M.Conv., dall'8 dicembre 2020

## Statistiche
L'arcidiocesi nel 2023 contava 6 000 battezzati.
| anno | popolazione | popolazione | popolazione | presbiteri | presbiteri | presbiteri | presbiteri                | diaconi | religiosi | religiosi | parrocchie |
| anno | battezzati  | totale      | %           | numero     | secolari   | regolari   | battezzati per presbitero | diaconi | uomini    | donne     | parrocchie |
| ---- | ----------- | ----------- | ----------- | ---------- | ---------- | ---------- | ------------------------- | ------- | --------- | --------- | ---------- |
| 1950 | 1 700       | 205 830     | 0,8         | 13         | 3          | 10         | 130                       |         |           |           | 8          |
| 1969 | 2 850       |             |             | 15         |            | 15         | 190                       |         | 17        | 17        | 10         |
| 1980 | 1 909       |             |             | 10         |            | 10         | 190                       |         | 13        | 12        | 10         |
| 1990 | 1 302       |             |             | 8          |            | 8          | 162                       |         | 14        | 12        | 10         |
| 1999 | 1 300       |             |             | 9          | 1          | 8          | 144                       |         | 11        | 10        | 7          |
| 2001 | 1 350       |             |             | 9          | 2          | 7          | 150                       |         | 10        | 8         | 7          |
| 2002 | 1 300       |             |             | 8          |            | 8          | 162                       |         | 11        | 7         | 7          |
| 2003 | 1 350       |             |             | 9          | 1          | 8          | 150                       |         | 11        | 7         | 7          |
| 2004 | 1 350       |             |             | 11         |            | 11         | 122                       |         | 14        | 8         | 7          |
| 2006 | 1 950       |             |             | 13         | 1          | 12         | 150                       | 1       | 19        | 12        | 10         |
| 2013 | 15 000      |             |             | 17         | 7          | 10         | 882                       |         | 12        | 7         | 11         |
| 2016 | 14 000      |             |             | 13         | 5          | 8          | 1 076                     |         | 12        | 9         | 10         |
| 2019 | 14 000      |             |             | 15         | 5          | 10         | 933                       |         | 12        | 9         | 12         |
| 2021 | 6 000       |             |             | 15         | 5          | 10         | 400                       |         | 12        | 9         | 12         |
| 2023 | 6 000       |             |             | 17         | 5          | 12         | 352                       |         | 13        | 3         | 8          |

## Ecumenismo
Al 2025, l'arcidiocesi di Smirne vanta ottimi rapporti con le altre minoranze anglicane e ortodosse, nonché con la comunità islamica.